# 小行星8420
小行星8420（8420 Angrogna）是一颗绕太阳运转的小行星，为主小行星带小行星。该小行星于1996年11月17日发现。

## 轨道参数
小行星8420的轨道半长轴为2.6026805 UA，离心率为0.136。